# Equazione di Lane-Emden

Soluzioni dell'equazione di Lane-Emden per n = 0, 1, 2, 3, 4, 5

In astrofisica, l'equazione di Lane-Emden è una forma adimensionale dell'equazione di Poisson per il potenziale gravitazionale di un fluido politropico, autogravitante, a simmetria sferica. Prende il nome dagli astrofisici Jonathan Homer Lane e Robert Emden. L'equazione è
{\displaystyle {\frac {1}{\xi ^{2}}}{\frac {d}{d\xi }}\left({\xi ^{2}{\frac {d\theta }{d\xi }}}\right)+\theta ^{n}=0,}
dove {\displaystyle \xi } è un raggio adimensionale e {\displaystyle \theta } si riferisce alla densità, e quindi alla pressione, tramite {\displaystyle \rho =\rho _{c}\theta ^{n}} per la densità centrale {\displaystyle \rho _{c}}. L'indice {\displaystyle n} è l'indice politropico che appare nell'equazione di stato politropica,
{\displaystyle P=K\rho ^{1+{\frac {1}{n}}}\,}
dove {\displaystyle P} e {\displaystyle \rho } sono rispettivamente la pressione e la densità, e {\displaystyle K} è una costante di proporzionalità. Le condizioni al contorno standard sono {\displaystyle \theta (0)=1} e {\displaystyle \theta '(0)=0}. Le soluzioni quindi descrivono l'andamento della pressione e della densità con il raggio e sono conosciute come politropiche di indice {\displaystyle n}. Se si considera un fluido isotermico (con indice politropico tendente a infinito) invece di uno politropico, si ottiene l'equazione di Emden-Chandrasekhar.

## Applicazioni
Fisicamente, l'equilibrio idrostatico collega il gradiente del potenziale, la densità e il gradiente della pressione, mentre l'equazione di Poisson collega il potenziale con la densità. Pertanto, se abbiamo un'equazione ulteriore che detta come la pressione e la densità variano l'una rispetto all'altra, si può ottenere una soluzione. La scelta di un gas politropico porta all'equazione di Lane–Emden. L'equazione è un'utile approssimazione per le sfere di plasma autogravitanti come le stelle, ma tipicamente è un'assunzione piuttosto limitata.

## Derivazione

### Dall'equilibrio idrostatico
Si consideri un fluido autogravitante a simmetria sferica in equilibrio idrostatico. La massa si conserva e quindi vale l'equazione di continuità
{\displaystyle {\frac {dm}{dr}}=4\pi r^{2}\rho }
dove {\displaystyle \rho } è una funzione di {\displaystyle r}. L'equazione dell'equilibrio idrostatico è
{\displaystyle {\frac {1}{\rho }}{\frac {dP}{dr}}=-{\frac {Gm}{r^{2}}}}
dove anche {\displaystyle m} è una funzione di {\displaystyle r}. Fare di nuovo la derivata produce
{\displaystyle {\begin{aligned}{\frac {d}{dr}}\left({\frac {1}{\rho }}{\frac {dP}{dr}}\right)&={\frac {2Gm}{r^{3}}}-{\frac {G}{r^{2}}}{\frac {dm}{dr}}\\&=-{\frac {2}{\rho r}}{\frac {dP}{dr}}-4\pi G\rho \end{aligned}}}
dove l'equazione di continuità è stata usata per sostituire il gradiente di massa. Moltiplicando ambo i membri di {\displaystyle r^{2}} e raccogliendo le derivate di {\displaystyle P} a sinistra, si può scrivere
{\displaystyle r^{2}{\frac {d}{dr}}\left({\frac {1}{\rho }}{\frac {dP}{dr}}\right)+{\frac {2r}{\rho }}{\frac {dP}{dr}}={\frac {d}{dr}}\left({\frac {r^{2}}{\rho }}{\frac {dP}{dr}}\right)=-4\pi Gr^{2}\rho }
Dividere ambo i membri per {\displaystyle r^{2}} dà, in un certo senso, una forma dimensionale dell'equazione desiderata. Se, inoltre, si sostituisse per l'equazione politropica di stato con  {\displaystyle P=K\rho _{c}^{1+{\frac {1}{n}}}\theta ^{n+1}} e {\displaystyle \rho =\rho _{c}\theta ^{n}}, si ha
{\displaystyle {\frac {1}{r^{2}}}{\frac {d}{dr}}\left(r^{2}K\rho _{c}^{\frac {1}{n}}(n+1){\frac {d\theta }{dr}}\right)=-4\pi G\rho _{c}\theta ^{n}}
Raccogliendo i costanti e sostituendo {\displaystyle r=\alpha \xi }, dove
{\displaystyle \alpha ^{2}=(n+1)K\rho _{c}^{{\frac {1}{n}}-1}/4\pi G,}
abbiamo l'equazione di Lane-Emden,
{\displaystyle {\frac {1}{\xi ^{2}}}{\frac {d}{d\xi }}\left({\xi ^{2}{\frac {d\theta }{d\xi }}}\right)+\theta ^{n}=0}

### Dall'equazione di Poisson
Si può cominciare in maniera equivalente con l'equazione di Poisson,
{\displaystyle \nabla ^{2}\Phi ={\frac {1}{r^{2}}}{\frac {d}{dr}}\left(r^{2}{\frac {d\Phi }{dr}}\right)=4\pi G\rho }
Si può sostituire il gradiente del potenziale usando l'equilibrio idrostatico, per mezzo di:
{\displaystyle {\frac {d\Phi }{dr}}=-{\frac {1}{\rho }}{\frac {dP}{dr}}}
che analogamente porta alla forma dimensionale dell'equazione di Lane–Emden.

## Soluzioni esatte
Per un certo valore dell'indice politropico {\displaystyle n}, indichiamo la soluzione all'equazione di Lane-Emden come {\displaystyle \theta _{n}(\xi )}. In generale, l'equazione di Lane–Emden deve essere risolta numericamente per trovare {\displaystyle \theta _{n}}, ma esistono soluzioni esatte e analitiche per {\displaystyle n=0,1,5}. Tuttavia, per {\displaystyle n} tra 0 e 5, le soluzioni sono continue e finite, e il raggio della stella è dato da
{\displaystyle R=\alpha \xi _{1}},
dove {\displaystyle \theta _{n}(\xi _{1})=0}.
Per una certa soluzione {\displaystyle \theta _{n}}, il profilo della densità è dato da
{\displaystyle \rho =\rho _{c}\theta _{n}^{n}}.
La massa totale {\displaystyle M} di una determinata stella si ottiene integrando la densità da 0 a {\displaystyle \xi _{1}}.
La pressione può essere trovata usando l'equazione di stato politropica, {\displaystyle P=K\rho ^{1+{\frac {1}{n}}}}, ovvero
{\displaystyle P=K\rho _{c}^{1+{\frac {1}{n}}}\theta _{n}^{n+1}}
Infine, se il gas è perfetto, l'equazione di stato è {\displaystyle P=k_{B}\rho T/\mu }, dove {\displaystyle k_{B}} è la costante di Boltzmann e {\displaystyle \mu } la massa molecolare media. Il profilo di temperatura è quindi dato da
{\displaystyle T={\frac {K\mu }{k_{B}}}\rho _{c}^{1/n}\theta _{n}}
Come sopra indicato, l'equazione di Lane–Emden è integrabile solo per tre valori dell'indice politropico {\displaystyle n}.

### Pern= 0
Se {\displaystyle n=0}, l'equazione diventa
{\displaystyle {\frac {1}{\xi ^{2}}}{\frac {d}{d\xi }}\left(\xi ^{2}{\frac {d\theta }{d\xi }}\right)+1=0}
Riordinando e integrando si arriva a
{\displaystyle \xi ^{2}{\frac {d\theta }{d\xi }}=C_{1}-{\frac {1}{3}}\xi ^{3}}
Dividere ambo i membri per {\displaystyle \xi ^{2}} e integrare di nuovo fornisce
{\displaystyle \theta (\xi )=C_{0}-{\frac {C_{1}}{\xi }}-{\frac {1}{6}}\xi ^{2}}
Le condizioni al contorno {\displaystyle \theta (0)=1} e {\displaystyle \theta '(0)=0} implicano che le costanti di integrazione sono {\displaystyle C_{0}=1} e {\displaystyle C_{1}=0}. Pertanto,
{\displaystyle \theta (\xi )=1-{\frac {1}{6}}\xi ^{2}}

### Pern= 1
Quando {\displaystyle n=1}, l'equazione può essere sviluppata nella forma
{\displaystyle {\frac {d^{2}\theta }{d\xi ^{2}}}+{\frac {2}{\xi }}{\frac {d\theta }{d\xi }}+\theta =0}
Si assume che la soluzione sia una serie di potenze:
{\displaystyle \theta (\xi )=\sum _{n=0}^{\infty }a_{n}\xi ^{n}}
Ciò porta a una relazione ricorsiva per i coefficienti dello sviluppo:
{\displaystyle a_{n+2}=-{\frac {a_{n}}{(n+3)(n+2)}}}
Questa relazione può essere risolta, ottenendo la soluzione generale:
{\displaystyle \theta (\xi )=a_{0}{\frac {\sin \xi }{\xi }}+a_{1}{\frac {\cos \xi }{\xi }}}
La condizione al contorno per una politropica fisica richiede che {\displaystyle \theta (\xi )\rightarrow 1} per {\displaystyle \xi \rightarrow 0}. Questo richiede che {\displaystyle a_{0}=1,a_{1}=0}, arrivando così alla soluzione:
{\displaystyle \theta (\xi )={\frac {\sin \xi }{\xi }}}

### Pern= 5
Si inizia dall'equazione di Lane–Emden:
{\displaystyle {\frac {1}{\xi ^{2}}}{\frac {d}{d\xi }}\left(\xi ^{2}{\frac {d\theta }{d\xi }}\right)+\theta ^{5}=0}
Riscrivendo per  {\displaystyle {\frac {d\theta }{d\xi }}} si ottiene:
{\displaystyle {\frac {d\theta }{d\xi }}={\frac {1}{2}}\left(1+{\frac {\xi ^{2}}{3}}\right)^{3/2}{\frac {2\xi }{3}}={\frac {\xi ^{3}}{3\left[1+{\frac {\xi ^{2}}{3}}\right]^{3/2}}}}
Derivando rispetto a ξ porta a:
{\displaystyle \theta ^{5}={\frac {\xi ^{2}}{\left[1+{\frac {\xi ^{2}}{3}}\right]^{3/2}}}+{\frac {3\xi ^{2}}{9\left[1+{\frac {\xi ^{2}}{3}}\right]^{5/2}}}={\frac {9}{9\left[1+{\frac {\xi ^{2}}{3}}\right]^{5/2}}}}
Che semplificato diventa:
{\displaystyle \theta ^{5}={\frac {1}{\left[1+{\frac {\xi ^{2}}{3}}\right]^{5/2}}}}
Pertanto l'equazione di Lane–Emden ha la soluzione
{\displaystyle \theta (\xi )={\frac {1}{\sqrt {1+\xi ^{2}/3}}}}
quando {\displaystyle n=5}.